# Criminología crítica
La criminología crítica es una rama de la criminología que construye su perspectiva sobre la base del marxismo, feminismo, economía política y la teoría crítica. Uno de los objetivos de esta disciplina es el estudio sistémico de la delincuencia y la justicia dentro de la estructura de clases y los procesos sociales. En esta perspectiva, la ley y la pena son vistas en relación con un sistema que perpetra la opresión y las desigualdades.
La clase obrera, en particular, es el grupo social que sufre mayormente esta asimetría de valores, junto con las mujeres, los niños y las minorías étnicas. Más simplemente, la criminología crítica puede ser definida como un área de la criminología que considera extensamente los factores contextuales de un delito.

## Definiciones contingentes de criminalidad
Según la criminología crítica, las definiciones de lo que constituye un delito son social e históricamente contingentes, es decir, varían en diferentes situaciones sociales y períodos históricos. La homosexualidad, por ejemplo, era ilegal en Inglaterra hasta 1967, cuando fue derogada la prohibición de tener relaciones con personas del mismo sexo a partir de los 21 años. De acuerdo a los criminólogos críticos, cualquier conducta humana no es de una cualidad criminal en sí misma, sino que se somete a una determinada categorización por parte de la legislación, que en ese momento histórico y en ese contexto persigue una conducta determinada. Cierto tipo de conducta se convierten en desviadas solo cuando un grupo social es lo suficientemente poderoso como para condenarla.
Se podría argumentar acerca de la relatividad sobre la que descansa el paradigma opuesto, la criminología tradicional, la cual se centra en las categorías tal como son definidas por el derecho (por ejemplo, el hurto, la delincuencia callejera, la agresión, la violación de la propiedad, entre otros). La diferencia entre estos dos paradigmas ha sido interpretada por Steven Box en su libro Poder, crimen y Mistificación, donde afirma que un individuo tiene un riesgo de muerte hasta siete veces mayor por causa de una negligencia, con respecto a un asesinato en el sentido convencional.
Los criminólogos críticos tienden a afirmar que las criminologías convencionales no ponen "al descubierto las desigualdades estructurales que sustentan los procesos a través de los cuales se crean y hacen cumplir las leyes" y que "la desviación y la criminalidad son moldeadas por las estructuras de poder e instituciones". Además de no tener en cuenta que el poder representa la capacidad 'para hacer cumplir sus propias reivindicaciones morales', lo que permite a los poderosos 'volver aceptable su propia moral' y legitimar los procesos de 'represión normalizada'. Así, fundamentalmente, los criminólogos críticos critican las definiciones estatales del crimen, eligiendo en cambio centrarse en nociones de daño social o derechos humanos.
En el libro de "Criminología Critica y Critica del Derecho Penal" de Alessandro Baratta se observa que en la denominada nueva Criminología critica es la contraparte de la criminología clásica o positiva, ya que es la criminología critica la que analiza el delito dentro del contexto sociales, las diversas clases sociales y corrientes del pensamiento. 
Alessandro Baratta
Fue representante de la criminologia critica moderna  nació en Roma el 6 octubre del 1933, en una familia de músicos; y allí estudió ciencias jurídicas y filosofía bajo la guía de Widar Cesarini Sforza, Emilio Betti, Tulio Ascarelli y Carlo Antoni. Hizo un  doctorado  en 1957 en la Facultad de Derecho de la Universidad de Roma  con una tesis en filosofía del Derecho dirigida por Cesarini Sforza y titulada Il pensiero filosofico-giuridico di Gustav Radbruch. 
Existía una concepción objetivista-naturalista y a la recuperación de las tendencias iusnaturalistas en la inmediata posguerra, de las cuales el debate sobre la “naturaleza de la cosa” era la más reciente expresión, Baratta contrapuso la peculiar perspectiva del idealismo italiano que él había asimilado de su maestro: un idealismo que, como bien subrayó, no raramente se conjugaba con temáticas realistas, por lo cual lo definió como “idealismo realista”. Los estudios sobre esta tendencia de la filosofía del derecho alemana encuentran su coronamiento en un libro de 1968, Natura del fatto e giustizia materiale. en los años anteriores ya habían aparecido los dos primeros libros de Baratta, Antinomie giuridiche e conflitti di coscienza. Contributo alla filosofía e alla critica del diritto penale (1963) y Positivismo giuridico e scienza del diritto penale. Aspetti teoretici ed ideologici dello sviluppo della scienza penalistica tedesca dall’inizio del secolo al 1933 (1966), en los cuales ya se encamina al ámbito específico del Derecho, el Derecho penal, que se convertirá con el pasar de los años en el objeto principal de su consideración.
Su libro más importante es "Criminología Crítica y Crítica del Derecho Penal" publicado en 1982. Con este, Baratta opera una base real de la criminología crítica, en la cual observa: para la nueva criminología o criminología crítica, debe revertirse radicalmente el sentido de la desviación o el mejor comportamiento social negativo. Tal es la conducta que se opone a las necesidades humanas básicas, la necesidad de la vida, a una existencia digna, a un trabajo no es humillante. Por tanto, la verdadera negatividad es la opresión social de los débiles por los fuertes, la conducta de las minorías privilegiadas y prepotencia sobre de los dominados.

## Teorías del conflicto
Siguiendo a las teorías del conflicto, el delito es resultado de un conflicto social que tiene sus raíces en el capitalismo. Estas perspectivas ven a los individuos como seres abrumados por el poder inmutable de las estructuras sociales. Últimamente, sin embargo, la relativa ineficacia de algunas instituciones es vista como el resultado de la represión perpetrada por las estructuras políticas y económicas. Algunos escritores, etiquetados como tradicionalistas, ven a la pareja criminal (víctima y agresor) como el resultado de un sistema penal del que emerge la victimización. Es importante entender que la teoría del conflicto, que se deriva de Marxismo, es distinta de la ideología marxista en sí misma. Por otro lado, la teoría del conflicto es empíricamente contrastable y, por lo tanto, distinta de una ideología (Cao, 2003).
En la obra de Austin T. Turk llamada Criminality and Legal Order, se mantiene la premisa, la criminalidad es un estatus social atribuido a alguien por quien tiene un poder de definición, significando esto que no hay delito si no hay Estado y es entonces que “El estudio de la criminalidad se convierte en estudio de las relaciones entre los estatus y los papeles de las autoridades legales -creadores, intérpretes y aplicadores de estándares de derecho y agravio por miembros de la colectividad- los de los sujetos, receptores u opositores, pero no autores de aquellas decisiones con las cuales el derecho es creado e interpretado, o hecho valer coercitivamente”  
Además de los argumentos dados por Austin T. Tork, nos da una serie de conceptos que explican el proceso de criminalización:
1.Ilegitimación: Proceso mediante el cual se le asigna a un individuo el estatus de criminal.
2.Posición social: Se refiere al nivel que se encuentra el individuo dentro del estrato social y su papel en él.
3.Desventajas y dominio: Se refiere a las diferencias de acceso de recurso y las posibilidades correspondientes a las diversas posiciones sociales.
4.Conflicto social, cultural y de urbanismo: Este conflicto refiere a las actitudes o los significados atribuidos a cosas y situaciones.
El desplazamiento de la criminología positivista a las ideas marxistas
La criminología positiva se construye desde un enfoque biopsicológico, la cual explicaba el comportamiento criminal partiendo de la criminalidad como dato ontológico, estudiando entre sus causas tal dato, independiente del estudio de la reacción social y del derecho penal, limitado a condiciones biológicas.
“Oponiendo al enfoque biopsicológico el enfoque macrosociológico, la criminología crítica (utilizando el pensamiento marxista) historiza la realidad del comportamiento desviado y pone en evidencia su relación funcional o disfuncional con las estructuras sociales, con el desarrollo de las relaciones de producción y de distribución.”  Por lo que “la criminalidad no es ya una cualidad ontológica de determinados comportamientos y de determinados individuos, sino que se revela más bien como un estatus asignado a determinados individuos”, es entonces que “La criminalidad es un “bien negativo” distribuido desigualmente según la jerarquía de intereses fijada en el sistema socioeconómico, y según la desigualdad social entre los individuos.”, Dado lo argumentado entendemos por qué es indispensable a la criminología crítica analizar al delito no solo desde el enunciamiento de la acción ilícita dentro del marco legal, sino a su vez el estudio de los aspectos sociales, económicos y políticos.

### Pluralistas y tradicionalistas
Se observan diferencias en los puntos de vista entre los pluralistas, que tras las obras de autores tales como Mills creen que el poder es ejercido en las sociedades por grupos de individuos interesados (empresas, grupos religiosos, organizaciones gubernamentales, por ejemplo) que compiten por la influencia y el poder para promover sus propios intereses. Estos criminólogos como Vold (Vold y Bernard 1979 [1958]) han sido llamados "teóricos conservadores del conflicto" (Williams y McShane 1988). Sostienen que el crimen puede surgir de las diferencias económicas, las diferencias de cultura, o de las luchas relacionadas con el estatus, la ideología, la moralidad, la religión, la raza o la etnia. Estos escritores creen que tales grupos, al afirmar su lealtad a la cultura dominante, obtienen el control de recursos clave que les permite criminalizar a aquellos que no se ajustan a sus códigos morales y valores culturales. (Selin 1938, Vold 1979 [1958], Quinney 1970, entre otros). Por lo tanto, estos teóricos consideran que el delito tiene raíces en conflictos simbólicos o instrumentales que ocurren en múltiples sitios dentro de una sociedad fragmentada.
Otros son de la idea de que estos intereses, en particular los que se refieren a la dimensión simbólica y fenomenológica, son producto de un conflicto económico más fundamental. Según estas teorías, el conflicto social a partir del cual surge la delincuencia es fundado en las desigualdades sociales inherentes a la evolución del capitalismo (Rusche y Kirchheimer, Castigo y Estructura Social). Recuperando a autores clásicos del conflicto como Marx (1868), Engels (1845) y Bonger (1916), algunos consideran que las condiciones a través de las cuales emerge el crimen son causadas por la apropiación de los beneficios de los demás a través de lo que se define como la plusvalía, concentrada en manos de unos pocos oportunistas ubicados en el contexto de la producción.

### Crítica instrumental y estructural
La criminología crítica se divide en dos ramas, de acuerdo a las diferentes concepciones del papel del Estado en la perpetuación de las desigualdades sociales: la crítica instrumental y la estructural. La crítica instrumental considera que el Estado es manipulado por la clase dominante que sólo actúa en función de sus intereses. La crítica estructural plantea que el Estado juega un papel decisivo en la manipulación de las clases subordinadas. Los críticos instrumentales como Quinney (1975), Chambliss (1975), o Krisberg (1975) sostienen que la sociedad capitalista es un edificio monolítico y en forma de pirámide, dominado por intereses económicos. El poder y la riqueza se dividen de una manera diferente entre los titulares de los medios de producción y la fuerza de trabajo. La riqueza utiliza el poder coercitivo del Estado para criminalizar a aquellos que pudieran poner en riesgo el orden económico convencional basado en la jerarquía.
La crítica estructural como en Spitzer (1975), Greenberg (1993) (1981), Chambliss y Seidman (1982), sostiene, por el contrario, que las sociedades capitalistas exhiben una estructura de poder dual, en la que el Estado es más autónomo. A través de su efecto mediador mejora los peores aspectos de las desigualdades capitalistas, mientras trabaja para preservar el modo capitalista de apropiación de riqueza, penalizando a aquellos que amenazan el funcionamiento del sistema en su conjunto. Esto significa que el Estado puede penalizar no sólo a aquellos que protestan contra las injusticias del sistema, sino también a aquellos capitalistas cuyas conductas excesivas amenazan con exponer la legitimidad del sistema.

### El marxismo y el anarquismo
Mientras que los marxistas creen en la posibilidad de cambiar el capitalismo por el socialismo, en un proceso que es completado por el comunismo, los anarquistas creen que las actuales jerarquías tarde o temprano se derrumbarán, siendo sustituidas por un sistema descentralizado donde todo el mundo puede participar en la implementación del sistema de justicia penal. Ferrell, en particular, tiende a colocar el crimen en una zona de resistencia entre la construcción social del sistema simbólico y las estructuras sociales que amenazan la producción capitalista.
Diametralmente opuesto a los anarquistas son los realistas, que tienden a centrarse en la experiencia de las víctimas y los efectos de las conductas desviadas. La víctima, el Estado y el agresor son considerados a partir de un vínculo causal que especifica la conducta criminal. Mientras que los realistas tienden a ver el crimen como una categoría históricamente contingente, anarquistas tienden a hacer hincapié en el peligro real de un crimen para las víctimas, que a menudo tienen menos problemas que sus atacantes.

## Teorías feministas
El feminismo en criminología viene a indicar que la criminología convencional es sin dudas sesgada hacia el género masculino. Las feministas argumentan que las perspectivas anteriores omiten la dimensión femenina en la teoría y la experiencia del mundo en el que viven las mujeres. Ejemplo de ello son los estudios sobre culturas carcelarias: al analizar los efectos de la reclusión en prisiones de hombres y mujeres, se encuentran grandes diferencias entre ambos. La criminología, en particular, representa una perspectiva centrada en el rol de los hombres y la forma en la que perpetran crímenes contra otros hombres. Además, se tiende a generalizar el comportamiento de las mujeres, sea como delincuentes o víctimas, en relación a lo que es hecho por los hombres, fuera de cualquier evidencia empírica. Otro aspecto de los feministas es el modo en que las mujeres acceden a la profesión de criminólogas. En este sentido, se ha adoptado el término malestream, para indicar el estilo asumido por la mayoría de los criminólogos e investigadores, por la que las mujeres se han adaptado a la forma de trabajar de sus colegas masculinos.

Basado en las obras de Marx, Hartsock sugiere que el punto de vista femenino en el mundo es más neutro que el de los hombres. De acuerdo con Marx, aquellos con menos poder tienen una visión más clara del mundo como subordinados de clase, ven la riqueza de las clases dominantes, mientras éstas son esencialmente indiferentes a las condiciones de los menos afortunados. Desde su posición de subordinación, las mujeres son más capaces de revelar la realidad empírica en comparación con los hombres. Por lo tanto, hay dos conceptos clave en la escuela feminista: la criminología puede ser interpretada desde una perspectiva neutral en relación al género, o bien a partir de una reivindicación positiva por la adopción del punto de vista femenino.

### Feminismo liberal y radical
Más allá de las dos últimas distinciones, la crítica feminista puede ser dividida en dos grupos: liberal y radical. Los liberales prevén el fin de la discriminación de las mujeres a través de la participación en las estructuras existentes que conforman el sistema político y el derecho penal, en lugar de anular el sistema social y el poder patriarcal. Por lo tanto, los partidarios de este grupo son menos propensos a un cambio estructural.
Las feministas radicales, resaltan la necesidad de transformar el sistema y sus estructuras de poder. El feminismo de este grupo ve las raíces de la opresión en el patriarcado, tanto en las esferas pública y privada, que domina el mundo de las mujeres a través del control de la sexualidad, tales como, por ejemplo, a través de la pornografía, violación y otras formas de violencia sexual, la imposición de definiciones machistas, el papel de la mujer, en particular para la vida familiar. Las feministas radicales, sin embargo, creen que las estructuras patriarcales surgen a partir de las desigualdades de clase, relativas a los medios de producción. El excedente, en particular, requiere que el hombre se aproveche de un trabajo subordinado, la mujer, proporcionando prestaciones secundarias no remuneradas como, por ejemplo, ordenar la casa, hacer las compras, cuidar de los hijos, etcétera. Otros autores coinciden en que una sociedad patriarcal obliga a las mujeres a asumir un papel subordinado, pero, a diferencia de los radicales, el patriarcado no es el resultado de la agresión masculina, sino que depende de la producción de capital (Eisenstein, 1979, Hartmann, 1979 Y 1981, Messerschmidt 1986, Currie 1989). Las feministas radicales creen que el problema de la represión solo puede ser resuelto con una revolución que es la creación ex novo de una sociedad sin clases, sin jerarquías y sin desigualdades.
Muchas críticas han sido realizadas hacia los criminólogos feministas. Algunos creen que el pensamiento feminista es irrelevante para la criminología (Gelsthorpe 1997), Bottomley & Pease (1986), o Walker (1987), otros creen que la disciplina se confunde con la sociología etnográfica (Rice 1990, Mama 1989, Ahluwalia 1991). Una contribución importante ha sido propuesta en 1992 por Pat Carlen, según la cual hay una incapacidad del feminismo criminológico para conciliar la teoría con la realidad política, convirtiendo peligrosamente hacia perspectivas auto-referenciales. El autor considera que la defensa social y las políticas de prevención solo pueden ser realizadas a través de las intervenciones de la "ingeniería social".
El autor cree que este liberalismo refleja en la convicción de que las políticas de reducción de la delincuencia pueden ser logradas sin la necesidad de recurrir a alguna forma de "ingeniería social".
Más allá de la crítica a la rama libertaria del feminismo, Carlen sugiere que se necesitan las reivindicaciones feministas para permitir a las mujeres hablar de sí mismas, lo que revela una tendencia separatista, alegando que lo que las feministas exigen es simplemente la oportunidad de hacer investigación en las ciencias sociales, derecho que debería ser extendido a todas las clases de seres humanos. Este separatismo, admite Carlen, muestra en sí mismo un rechazo a aceptar la evolución de las corrientes principales de la criminología, definiéndolas como malestream (centradas en los hombres) o en otros términos peyorativos. Quizás la prueba más importante de la crítica del feminismo y de ciertas franjas de feminismo radical en particular, es que en algunos aspectos de la sociedad occidental, se ha convertido en el grupo de interés dominante, que puede permitirse criminalizar a la masculinidad (Nathanson & Young, 2001).

## Teorías posmodernas
La escuela posmodernista en criminología se centra en el estudio del crimen y los criminales, entendiendo la "criminalidad" como un producto del poder para limitar el comportamiento de aquellos que son excluidos pero que buscan superar la desigualdad social y comportarse de una manera que la estructura de poder prohíbe. Se centra en la identidad del sujeto humano, el multiculturalismo y las relaciones humanas, empleando el concepto de "diferencia" y "alteridad", el esencialismo como reduccionismo (Carrington: 1998). El posmodernismo cambia el foco de preocupación marxista por la opresión económica y social a la producción lingüística, argumentando que el derecho penal es un lenguaje para crear relaciones de dominación. Por ejemplo, el lenguaje de los tribunales (la llamada "jerga legal") expresa y institucionaliza el dominio del individuo, ya sea el acusado o el acusador, criminal o víctima, por las instituciones sociales. De acuerdo a la criminología posmoderna, el discurso del derecho penal es dominante, excluyente y marginalizador, menos diverso y culturalmente no pluralista, exagerando las reglas definidas y la exclusión de los otros.  
Critica al Sistema Penitenciario.
La nueva escuela criminológica reflexiona sobre el sistema penitenciario concluyendo que esté no reeduca y tampoco prepara al sujeto para su reinserción, ya que entienden que las cárceles solo fomentan la individualidad y despoja al encarcelado de su significado exterior de su autonomía.
Además las cárceles se conducen bajo su propia subcultura, asumiendo las actitudes, los modelos de comportamiento y sus valores propios, determinado asa una educación criminal y una educación como detenido.
La manera en que se regulan las relaciones de poder y los valores negativos construidos en la ilegalidad convergen resultando en hábitos mentales inspirados en el cinismo, en el culto y el fanatismo a la violencia ilegal, esbozando así un modelo antagónico de la legalidad de la vida en comunidad.